# Danza africana
Con l'espressione danza africana si fa riferimento ad un insieme molto eterogeneo e vasto di fenomeni coreutici ed espressivi che hanno come comune denominatore la realtà territoriale identificata come Africa sub-sahariana e la stretta relazione con la musica, com'è ben testimoniato dall'assenza, in molte lingue locali, di termini differenziati per indicare le due pratiche culturali.
Queste danze costituiscono spesso nelle società di tipo tradizionale un sistema di riferimenti simbolici condiviso dai membri della comunità che permette loro di comunicare ed elaborare culturalmente i principali eventi della vita individuale e sociale: in molti casi, non esiste una distinzione netta tra le categorie che generalmente consideriamo come teatro, danza e musica ma al contrario, è presente una concezione piuttosto fluida che opera concretamente fondendo questi tre aspetti in un'unica performance.
Inoltre, la rilevanza sociale di questi fenomeni fa sì che essi si iscrivano in una dimensione più ampia che spazia dalla tradizione orale alle pratiche religiose: eventi sostanziali della vita come nascite, matrimoni, funerali ed eventi eccezionali collegati alle differenti realtà culturali africane sono spesso celebrati attraverso la danza.

## Caratteristiche principali
La danza tradizionale in Africa è spesso un fenomeno collettivo che esprime la vita della comunità e che può caratterizzarsi secondo alcuni elementi di tipo sociale: il genere di appartenenza, l'età, il ruolo all'interno del gruppo.
La danza africana è inoltre caratterizzata dalla poliritmia, essendo peraltro in stretta connessione con la musica, anche nella sua forma più semplice, il canto
La varietà ritmica tipica della musica a percussione africana si esprime infatti anche nel corpo che è in grado di eseguire alcune sequenze ritmiche differenti in contemporanea: si tratta di movimenti molto complessi che coinvolgono spalle, petto, bacino, testa, braccia e gambe, spesso eseguiti sul posto.
Alcune parti del corpo possono essere considerate maggiormente presso alcuni gruppi. Ad esempio, molti gruppi Ewe e Lobi del Ghana prediligono la parte superiore del corpo mentre i movimenti del bacino sono particolarmente frequenti nelle danze tradizionali Kalabari della Nigeria. Gli Akan usano i piedi e le mani in modi specifici a seconda del contesto entro cui si svolge la performance.
Come accade durante le esecuzioni di performance narrative, anche nell'ambito della danza il pubblico è chiamato a partecipare, dunque non esiste una differenza netta tra danzatore e spettatore, ad eccezioni dei rituali di iniziazione o di particolari pratiche religiose che prevedono la partecipazione solo degli iniziati.
Molte danze sono eseguite esclusivamente da gruppi di uomini o di donne, ad indicare una forte tradizione che attribuisce ruoli e simboli differenti ai due generi. Un esempio è dato dalle danze dei riti di passaggio che si svolgono entro classi d'età appartenenti al medesimo sesso.
Non esistono, almeno nella letteratura etnografica relativa all'Africa sub-sahariana, esempi di danze di coppia e il contatto tra danzatori è previsto solo in pochi casi, ad esempio presso alcuni gruppi Yoruba in determinate circostanze.
I maestri delle arti della danza e della musica ritengono che i loro giovani allievi debbano imparare le sequenze in modo preciso, senza variazioni. Le improvvisazioni e le modifiche possono essere introdotte solo dopo aver appreso esattamente la danza, averla eseguita riscuotendo successo da parte del pubblico e dopo aver infine avuto l'autorizzazione dei più anziani.
Piuttosto che mettere l'accento sul talento individuale, i maestri Yoruba cercano di esprimere attraverso l'apprendimento delle arti del movimento e del tamburo i desideri, i valori e la creatività collettivi. Il suono delle percussioni rappresenta un sistema di comunicazione non verbale tra il musicista e il danzatore. È proprio l'apparente naturalezza di queste performance a creare l'impressione di un dialogo estemporaneo nel quale si alternano momenti di improvvisazione in cui emergono le caratteristiche individuali dei maestri. Il ruolo principale del percussionista è quello di mediare con il pubblico.
Le giovani donne della popolazione Lunda della Zambia trascorrono molti mesi in isolamento dalla comunità durante i riti di passaggio. I ragazzi mostrano il loro vigore eseguendo movimenti acrobatici, in una sorta di messa alla prova delle capacità fisiche e dello stato di buona salute.
La divisione spaziale operata in età coloniale ha creato molti cambiamenti anche per quanto riguarda la tradizione delle danze. 
Alcune danze tradizionali maschili furono preservate, ma la danza assunse connotati via via sempre più sensuali ed in certi casi perfino violenti. 
Le associazioni di danza tradizionale furono create appositamente per preservare la danza nella sua "purezza" e per regolare le esibizioni di musicisti e danzatori, riservandole ad eventi eccezionali.
Un'altra danza praticata in Zimbabwe, chiamata Muchongoyo, veniva tradizionalmente eseguita dagli uomini con la partecipazione delle donne. Le donne accompagnavano le danze con strumenti tradizionali come l'hosho, sostanzialmente una zucca piena di semi simile allo shekere, e con il canto eseguito insieme ai danzatori; il coro delle donne eseguiva una piccola coreografia di movimenti soprattutto delle mani e del busto al contrario degli uomini che eseguivano grandi salti e spostamenti nello spazio. 
Le donne si disponevano generalmente in fila intorno ai percussionisti, alternandosi con i danzatori intorno ai percussionisti. 
La danza Muchongoyo ha la funzione di commemorare, celebrare, testimoniare e mettere in luce gli eventi più importanti della comunità; pur non essendo inserita nei rituali religiosi, questa danza è considerata una performance spirituale che mette in contatto i partecipanti con il divino attraverso la mediazione della natura.

## Tipologie culturali
Le danze tradizionali spesso non appaiono separate dalle altre attività performative; esistono molte forme di danza in Africa, alcune delle quali sono:
- Danze dei guerrieri. Un esempio di danza dei guerrieri è ad esempio la danza Agbekor. Franci Elkins, una danzatrice africana riconosciuta a livello mondiale, ha affermato che si tratta della sua danza preferita.

Si tratta di una tradizione dei gruppi Fon e Ewe, chiamata anche Atamga: viene generalmente eseguita in eventi comunitari importanti come i funerali. 
La coreografia consiste in movimenti che mimano i colpi e le mosse del combattimento: queste "frasi" sono composte da figure che si ripetono ciclicamente concludendosi sempre in modo diverso, il che rende la composizione estremamente dinamica.
- Danze dell'amore sono eseguite in occasioni molto speciali, come matrimoni ed anniversari. Un esempio è la danza Nmane del Ghana, eseguita da sole donne in onore della sposa.
- Danze dei Riti di Passaggio vengono eseguite per segnalare il passaggio d'età dei giovani, uomini e donne, allo status di adulti. Si tratta di danze che generano orgoglio e dunque rafforzano il senso di identità rispetto al gruppo.
- Danze di Benvenuto si tratta di spettacoli per turisti e visitatori, create appositamente per mostrare i talenti locali e proporsi come attrattiva culturale. La danza Yabara è un esempio tipico di danza di benvenuto dell'Africa occidentale: si tratta di lanci a diverse altezze eseguite da giovani danzatrici che si muovono in perfetta sincronia.
- Danze di Possessione è uno degli aspetti religiosi più importanti per molte culture tradizionali dell'Africa che presenta un elemento centrale: la presenza degli Spiriti.

Questi spiriti possono appartenere alla Foresta, agli Antenati o alle Divinità. 
Gli Orisha sono le divinità principali della religione Yoruba, presenti anche nelle pratiche religiose di molti popoli dell'America Latina come il Candomblé e la Santeria. Anche nelle pratiche del Voodoo sono presenti queste divinità. Ogni orisha ha i suoi colori, giorni, tempi, cibi, bevande, musiche e danze. Queste ultime hanno soprattutto una funzione celebrativa ed esortativa, laddove si ritenga di avere bisogno dell'intervento dello spirito che spesso deve essere prima "calmato". Kakilambe è il grande spirito della foresta che viene evocato attraverso la danza. Egli giunge sotto forma di una gigantesca statua trasportata dalla foresta al villaggio. All'incalzare della musica e della danza, la statua viene interrogata sul futuro del villaggio e dei suoi abitanti.